# Александрув (Опольське воєводство)
Александрув (пол. Aleksandrów) — село в Польщі, у гміні Прашка Олеського повіту Опольського воєводства.
Населення — 56 осіб (2011).

## Демографія
Демографічна структура станом на 31 березня 2011 року:
|          | Загалом | Допрацездатний вік | Працездатний вік | Постпрацездатний вік |
| -------- | ------- | ------------------ | ---------------- | -------------------- |
| Чоловіки | 27      | 3                  | 19               | 5                    |
| Жінки    | 29      | 3                  | 16               | 10                   |
| Разом    | 56      | 6                  | 35               | 15                   |